# Primera División de España 1956-57
La temporada 1956-57 de la Primera División de España de fútbol corresponde a la 26ª edición del campeonato y se disputó entre el 9 de septiembre de 1956 y el 21 de abril de 1957.
El Real Madrid conquistó su quinto título de liga.

## Equipos participantes
Esta temporada debutó en la categoría la SD España Industrial, que con motivo del ascenso cambió su nombre a Club Deportivo Condal.
| Equipo                           | Ciudad                     | Estadio           | Aforo  |
| -------------------------------- | -------------------------- | ----------------- | ------ |
| Athletic de Bilbao               | Bilbao                     | San Mamés         | 42.000 |
| Club Atlético de Madrid          | Madrid                     | Metropolitano     | 56.717 |
| Club de Fútbol Barcelona         | Barcelona                  | Las Corts         | 46.000 |
| Real Club Celta                  | Vigo                       | Balaidos          | 15.850 |
| Club Deportivo Condal            | Barcelona                  | Las Corts         | 46.000 |
| Real Club Deportivo de La Coruña | La Coruña                  | Riazor            | 22.182 |
| Real Club Deportivo Español      | Barcelona                  | Sarriá            | 30.000 |
| Real Jaén Club de Fútbol         | Jaén                       | La Victoria       | 9.040  |
| Unión Deportiva Las Palmas       | Las Palmas de Gran Canaria | Insular           | 12.000 |
| Club Atlético Osasuna            | Pamplona                   | San Juan          | 13.400 |
| Real Madrid Club de Fútbol       | Madrid                     | Santiago Bernabéu | 90.123 |
| Real Sociedad de Fútbol          | San Sebastián              | Atocha            | 21.650 |
| Sevilla Club de Fútbol           | Sevilla                    | Nervión           | 30.000 |
| Valencia Club de Fútbol          | Valencia                   | Mestalla          | 53.190 |
| Real Valladolid Deportivo        | Valladolid                 | José Zorrilla     | 21.333 |
| Real Zaragoza Club Deportivo     | Zaragoza                   | Torrero           | 20.888 |

Fuente: Anuario de la RFEF

## Sistema de competición
El torneo estuvo organizado por la Real Federación Española de Fútbol.
Como en la temporada anterior, tomaron parte 16 equipos de toda la geografía española, encuadrados en un grupo único. Siguiendo un sistema de liga, se enfrentaron todos contra todos en dos ocasiones -una en campo propio y otra en campo contrario- durante un total de 30 jornadas. El orden de los encuentros se decidió por sorteo antes de empezar la competición.
La clasificación se estableció a razón del siguiente sistema de puntuación: dos puntos para el equipo vencedor de un partido, un punto para cada contendiente en caso de empate y cero puntos para el perdedor de un partido. 
El equipo que más puntos sumó se proclamó campeón de liga y obtuvo la clasificación para la siguiente edición de la Copa de Europa organizada por la UEFA.
Esta temporada se suprimió la promoción, de modo que sólo descendieron directamente los dos últimos clasificados, siendo reemplazados la siguiente temporada por los campeones de cada grupo de la Segunda División.

## Clasificación

### Clasificación final
| Pos. | Equipo                        | Pts. | PJ | G  | E | P  | GF | GC | Dif. | Clasificación                 |
| ---- | ----------------------------- | ---- | -- | -- | - | -- | -- | -- | ---- | ----------------------------- |
| 1    | Real Madrid C. F. (C)         | 44   | 30 | 20 | 4 | 6  | 74 | 35 | +39  | Clasifica a la Copa de Europa |
| 2    | Sevilla C. F.                 | 39   | 30 | 17 | 5 | 8  | 64 | 49 | +15  | Clasifica a la Copa de Europa |
| 3    | C. F. Barcelona               | 39   | 30 | 16 | 7 | 7  | 70 | 37 | +33  | Clasifica a la Copa de Ferias |
| 4    | Athletic de Bilbao            | 37   | 30 | 16 | 5 | 9  | 59 | 45 | +14  |                               |
| 5    | Atlético de Madrid            | 34   | 30 | 15 | 4 | 11 | 65 | 45 | +20  |                               |
| 6    | C. A. Osasuna                 | 31   | 30 | 12 | 7 | 11 | 40 | 38 | +2   |                               |
| 7    | R. C. D. Español              | 30   | 30 | 11 | 8 | 11 | 39 | 48 | −9   |                               |
| 8    | Real Valladolid               | 28   | 30 | 11 | 6 | 13 | 52 | 58 | −6   |                               |
| 9    | Real Zaragoza                 | 28   | 30 | 11 | 6 | 13 | 37 | 51 | −14  |                               |
| 10   | U. D. Las Palmas              | 27   | 30 | 9  | 9 | 12 | 41 | 58 | −17  |                               |
| 11   | Valencia C. F.                | 27   | 30 | 10 | 7 | 13 | 43 | 46 | −3   |                               |
| 12   | Real Sociedad                 | 26   | 30 | 9  | 8 | 13 | 39 | 47 | −8   |                               |
| 13   | R. C. Celta de Vigo           | 23   | 30 | 8  | 7 | 15 | 39 | 47 | −8   |                               |
| 14   | Real Jaén C. F.               | 23   | 30 | 9  | 5 | 16 | 37 | 55 | −18  |                               |
| 15   | R. C. Deportivo La Coruña (D) | 22   | 30 | 10 | 2 | 18 | 41 | 61 | −20  | Descenso a Segunda División   |
| 16   | C. D. Condal (D)              | 22   | 30 | 7  | 8 | 15 | 37 | 57 | −20  | Descenso a Segunda División   |

 Fuente: BDFutbol
Criterios de clasificación: Puntos · Diferencia de goles · Goles a favor · Play-off
Notas:
1. ↑  El Real Madrid, campeón de liga, obtuvo la clasificación automática para la próxima Copa de Europa por ser el campeón de la competición. Por ello, se eligió como representante de la liga española en la competición europea al subcampeón de liga, el Sevilla CF.
2. ↑  El Fútbol Club Barcelona disputó esta temporada la Copa de Ferias. La competición no era de carácter anual, sino que la primera edición de la Copa de Ferias duró 3 temporadas, de 1955 a 1958.

### Evolución de la clasificación
| Equipo / Jornada       | 01 | 02 | 03 | 04 | 05 | 06 | 07 | 08 | 09 | 10 | 11 | 12 | 13 | 14 | 15 | 16 | 17 | 18 | 19 | 20 | 21 | 22 | 23 | 24 | 25 | 26 | 27 | 28 | 29 | 30 |
| ---------------------- | -- | -- | -- | -- | -- | -- | -- | -- | -- | -- | -- | -- | -- | -- | -- | -- | -- | -- | -- | -- | -- | -- | -- | -- | -- | -- | -- | -- | -- | -- |
| Real Madrid CF         | 1  | 1  | 4  | 8  | 4  | 4  | 2  | 2  | 1  | 2  | 1  | 1  | 1  | 1  | 1  | 1  | 1  | 1  | 1  | 1  | 1  | 1  | 1  | 1  | 1  | 1  | 1  | 1  | 1  | 1  |
| Sevilla CF             | 9  | 6  | 7  | 4  | 3  | 3  | 3  | 5  | 4  | 4  | 3  | 4  | 2  | 4  | 3  | 3  | 3  | 2  | 3  | 2  | 4  | 4  | 3  | 5  | 4  | 3  | 3  | 4  | 3  | 2  |
| CF Barcelona           | 5  | 9  | 5  | 2  | 2  | 2  | 4  | 3  | 3  | 3  | 4  | 3  | 4  | 3  | 4  | 4  | 4  | 5  | 4  | 3  | 2  | 2  | 2  | 2  | 2  | 2  | 2  | 2  | 2  | 3  |
| Atlético de Bilbao     | 2  | 2  | 1  | 1  | 1  | 1  | 1  | 1  | 2  | 1  | 2  | 2  | 3  | 2  | 2  | 2  | 2  | 4  | 2  | 5  | 5  | 5  | 5  | 4  | 5  | 4  | 4  | 3  | 4  | 4  |
| Atlético de Madrid     | 3  | 3  | 9  | 6  | 5  | 6  | 10 | 10 | 7  | 5  | 6  | 5  | 6  | 5  | 7  | 6  | 5  | 3  | 5  | 4  | 3  | 3  | 4  | 3  | 3  | 5  | 5  | 5  | 5  | 5  |
| CA Osasuna             | 12 | 16 | 16 | 14 | 12 | 9  | 8  | 7  | 9  | 9  | 7  | 9  | 9  | 10 | 11 | 11 | 11 | 9  | 11 | 9  | 11 | 9  | 10 | 7  | 6  | 6  | 6  | 6  | 6  | 6  |
| RCD Español            | 10 | 13 | 14 | 10 | 14 | 10 | 11 | 12 | 11 | 12 | 12 | 12 | 11 | 11 | 9  | 7  | 9  | 8  | 7  | 8  | 6  | 7  | 6  | 6  | 7  | 7  | 7  | 7  | 7  | 7  |
| Real Valladolid        | 15 | 11 | 8  | 5  | 7  | 5  | 5  | 4  | 5  | 8  | 10 | 7  | 5  | 6  | 5  | 5  | 6  | 6  | 6  | 6  | 8  | 6  | 7  | 8  | 8  | 8  | 9  | 8  | 8  | 8  |
| Real Zaragoza          | 7  | 5  | 3  | 7  | 10 | 12 | 9  | 8  | 8  | 10 | 8  | 8  | 8  | 8  | 6  | 8  | 10 | 11 | 9  | 10 | 9  | 10 | 9  | 10 | 10 | 10 | 10 | 10 | 10 | 9  |
| UD Las Palmas          | 6  | 4  | 2  | 3  | 6  | 8  | 7  | 6  | 6  | 6  | 5  | 6  | 7  | 7  | 10 | 9  | 7  | 7  | 8  | 7  | 7  | 8  | 8  | 9  | 9  | 9  | 8  | 9  | 9  | 10 |
| Valencia CF            | 4  | 8  | 6  | 9  | 8  | 7  | 6  | 9  | 10 | 7  | 9  | 10 | 10 | 9  | 8  | 10 | 8  | 10 | 10 | 11 | 10 | 11 | 12 | 12 | 11 | 11 | 11 | 11 | 11 | 11 |
| Real Sociedad          | 8  | 7  | 10 | 11 | 9  | 13 | 13 | 13 | 13 | 13 | 14 | 15 | 13 | 12 | 12 | 13 | 13 | 13 | 13 | 13 | 13 | 13 | 14 | 13 | 14 | 13 | 13 | 12 | 12 | 12 |
| Celta de Vigo          | 11 | 12 | 11 | 13 | 13 | 14 | 14 | 14 | 12 | 11 | 11 | 11 | 12 | 13 | 13 | 12 | 12 | 12 | 12 | 12 | 12 | 12 | 11 | 11 | 12 | 12 | 12 | 13 | 13 | 13 |
| Real Jaén              | 13 | 15 | 15 | 16 | 16 | 16 | 16 | 16 | 16 | 16 | 16 | 16 | 16 | 16 | 16 | 15 | 16 | 14 | 15 | 14 | 15 | 15 | 15 | 15 | 16 | 16 | 16 | 16 | 15 | 14 |
| Deportivo de La Coruña | 14 | 10 | 12 | 15 | 15 | 14 | 15 | 15 | 15 | 15 | 15 | 14 | 15 | 14 | 15 | 16 | 15 | 16 | 16 | 16 | 16 | 16 | 16 | 16 | 15 | 15 | 15 | 15 | 16 | 15 |
| CD Condal              | 16 | 14 | 13 | 12 | 11 | 11 | 12 | 11 | 14 | 14 | 13 | 13 | 14 | 15 | 14 | 14 | 14 | 15 | 14 | 15 | 14 | 14 | 13 | 14 | 13 | 14 | 14 | 14 | 14 | 16 |

## Resultados
| Local \ Visitante         | ATH | ATM | BAR | CEL | CON | DEP | ESP | JAE | LAS | OSA | RMA | RSO | SEV | VAL | VLD | ZAR |
| ------------------------- | --- | --- | --- | --- | --- | --- | --- | --- | --- | --- | --- | --- | --- | --- | --- | --- |
| Atlético de Bilbao        | —   | 1–4 | 1–1 | 1–0 | 3–0 | 2–0 | 4–0 | 3–1 | 3–0 | 1–1 | 4–2 | 2–0 | 5–0 | 3–1 | 4–0 | 5–0 |
| Atlético de Madrid        | 0–0 | —   | 2–1 | 1–0 | 6–2 | 6–0 | 8–1 | 1–1 | 3–0 | 2–0 | 2–4 | 3–0 | 1–2 | 1–0 | 1–3 | 2–1 |
| C. F. Barcelona           | 2–0 | 7–3 | —   | 4–1 | 5–0 | 3–1 | 1–1 | 4–2 | 2–1 | 2–0 | 1–0 | 1–0 | 1–1 | 3–2 | 4–0 | 4–2 |
| R. C. Celta de Vigo       | 3–0 | 1–0 | 0–2 | —   | 2–2 | 1–1 | 0–0 | 4–0 | 3–3 | 1–0 | 0–3 | 2–3 | 3–3 | 2–1 | 1–1 | 5–0 |
| C. D. Condal              | 3–3 | 1–2 | 1–1 | 0–3 | —   | 2–1 | 3–0 | 1–0 | 2–0 | 0–0 | 0–1 | 1–1 | 5–1 | 1–1 | 4–0 | 0–0 |
| R. C. Deportivo La Coruña | 1–2 | 0–4 | 1–6 | 0–3 | 3–0 | —   | 2–1 | 3–1 | 1–2 | 3–1 | 1–2 | 4–0 | 3–1 | 1–0 | 3–0 | 4–1 |
| R. C. D. Español          | 3–0 | 0–1 | 2–0 | 2–0 | 2–1 | 2–0 | —   | 3–0 | 2–0 | 1–1 | 0–0 | 1–0 | 2–2 | 3–0 | 4–0 | 2–0 |
| Real Jaén C. F.           | 4–2 | 2–0 | 1–2 | 2–0 | 2–0 | 2–3 | 0–0 | —   | 0–0 | 2–0 | 2–4 | 3–0 | 3–1 | 2–2 | 2–0 | 0–1 |
| U. D. Las Palmas          | 4–0 | 1–1 | 1–0 | 1–0 | 3–3 | 2–0 | 2–2 | 2–0 | —   | 1–1 | 1–5 | 1–1 | 2–1 | 1–0 | 3–2 | 0–1 |
| C. A. Osasuna             | 1–2 | 2–1 | 2–2 | 2–1 | 2–1 | 1–0 | 5–0 | 1–1 | 2–1 | —   | 2–0 | 1–2 | 5–2 | 2–0 | 1–0 | 2–0 |
| Real Madrid C. F.         | 3–0 | 0–2 | 1–0 | 4–1 | 6–0 | 1–0 | 7–2 | 7–1 | 3–0 | 2–1 | —   | 3–0 | 1–1 | 2–0 | 3–1 | 3–3 |
| Real Sociedad             | 3–4 | 2–1 | 2–2 | 3–0 | 1–0 | 2–0 | 1–0 | 2–0 | 2–2 | 0–0 | 3–0 | —   | 1–1 | 1–2 | 2–3 | 1–1 |
| Sevilla C. F.             | 4–1 | 5–1 | 2–1 | 2–0 | 2–1 | 5–1 | 3–0 | 3–0 | 3–1 | 3–1 | 2–0 | 3–2 | —   | 3–2 | 2–0 | 3–0 |
| Valencia C. F.            | 1–2 | 2–2 | 3–3 | 3–1 | 1–0 | 3–0 | 3–1 | 3–1 | 2–2 | 4–1 | 1–2 | 3–2 | 2–0 | —   | 0–0 | 1–0 |
| Real Valladolid           | 2–0 | 4–3 | 2–1 | 1–1 | 3–0 | 3–2 | 2–2 | 1–2 | 6–2 | 3–0 | 3–3 | 2–2 | 1–2 | 4–0 | —   | 4–1 |
| Real Zaragoza C. D.       | 1–1 | 2–1 | 2–0 | 2–0 | 2–3 | 2–2 | 2–0 | 2–0 | 3–2 | 0–2 | 1–2 | 1–0 | 3–1 | 0–0 | 3–1 | —   |

## Trofeo Pichichi
El madridista Alfredo Di Stéfano logró su tercer Trofeo Pichichi con su mejor registro en Primera División: 31 goles.
| #  | Jugador                | Equipo             | Goles |
| -- | ---------------------- | ------------------ | ----- |
| 1º | Alfredo di Stéfano     | Real Madrid        | 31    |
| 2º | Joaquín Murillo        | Real Valladolid    | 18    |
| 3º | Manuel Badenes         | Real Valladolid    | 17    |
| 4º | Mauro Rodríguez        | RC Celta           | 16    |
| 5º | Loren Pérez            | Sevilla CF         | 14    |
|    | Enrique Mateos         | Real Madrid        | 14    |
|    | Joaquín Peiró          | Atlético de Madrid | 14    |
|    | José García, 'Pepillo' | Sevilla CF         | 14    |
|    | Luis Suárez            | CF Barcelona       | 14    |